# Аралбаево (Бурзянский район)
Аралба́ево (баш. Аралбай) — упразднённая в 1980 году деревня Старомунасиповского сельсовета Бурзянского района Башкортостана.

## История
Чтобы сохранить свои земельные угодья, часть жителей деревни Тимирово переселяется в хутора и создает деревни Аралбаево, Байгазино, Бикташево.
Первая из них Аралбаево. Деревня носила имя есаула Аралбая Мухаметова, переселившегося сюда с сыновьями Сайфетдином, Мухаметамином, Абдулсалимом и братьями Тлявбаем, Узянбаем, Кундузбаем. Отец Аралбая Мухамет Загитов (1723—1816) был похоронен в коренной деревне Тимирово.
В 1834 году здесь было 20 дворов со 100 жителями, в 1859 году их стало вдвое больше, в 1920 году количество дворов сократилось до 33, а жителей — до 162. Сотник Байгазы Кунакбаев (1770—1853) при речке Суваняке основал деревню своего имени. Известны его сыновья Аллагул (внук Тангрыберды), Шарафетдин, Ишмурза Байгазины.
Исключена из списков населённых пунктов в 1980 году согласно Указу Президиума ВС Башкирской АССР от 05.11.1980 N 6-2/359 «Об исключении некоторых населённых пунктов из учётных данных по административно-территориальному делению Башкирской АССР». Преамбула документа:

Президиум Верховного Совета Башкирской АССР постановляет:
В связи с переселением жителей и фактическим прекращением существования исключить из учётных данных по административно-территориальному делению Башкирской АССР следующие населённые пункты
— http://bashkortostan.news-city.info/docs/sistemao/dok_keqijo.htm